# (6217) Kodai
(6217) Kodai – planetoida z pasa głównego planetoid okrążająca Słońce w ciągu 3 lat i 274 dni w średniej odległości 2,41 au. Została odkryta została 1 grudnia 1975 roku w Cerro El Roble przez Sergio Barrosa i Carlosa Torresa. Nazwa planetoidy pochodzi od Kodai Fukushimy (ur. 1991), założyciela studenckiego klubu astronomicznego „Libertyer”, który złożył wniosek o nadanie nazwy „Libertas” gwieździe ksi Aquilae oraz nazwy „Fortitudo” dla egzoplanety ksi Aquilae b w konkursie NameExoWorlds przeprowadzonym przez IAU. Przed nadaniem nazwy planetoida nosiła oznaczenie tymczasowe (6217) 1975 XH.